# Ruines de Cooper Bay
Les ruines de Cooper Bay sont une ancienne plantation et sont situées au nord de Tortola dans les îles Vierges britanniques. Elles ont été présumées abandonnées lors de l'effondrement économique des îles Vierges britanniques au milieu du XIXe siècle.
Jusqu'à récemment, les ruines étaient extrêmement difficiles d'accès, car aucune route ne menait à la baie et les chemins étaient relativement escarpés. La baie n'est pas accessible par la mer en raison des récifs coralliens situés près du rivage et de la forte houle du côté nord. Cependant, en 2007, une longue route menant à la baie a été aménagée dans le cadre d'un projet de développement immobilier facilitant la visite des ruines.

## Historique
Il n'existe quasiment aucune trace historique des ruines de Cooper Bay, mais il est possible d'admettre que des nombreuses plantations de canne à sucre relativement appauvries se soient trouvées dans des situations financières difficiles après l'adoption du Sugar Duties Act en 1846 par le Royaume-Uni. Le site a probablement été abandonnée après l'insurrection de 1853.
Bien que les ruines aient été clairement fortifiées (quatre baies de tir pour les mousquets sont clairement visibles sur le côté donnant sur la mer au rez-de-chaussée de la maison principale), la maison n'était pas fortifiée et n'a connu aucun conflit armé. Il est possible que la ruine n'ait été fortifiée que par la suite en tant que défense potentielle contre les envahisseurs et les insurrections d'esclaves avant l'abolition de l'esclavage.